# Scopula menytes
Scopula menytes là một loài bướm đêm trong họ Geometridae.